# Jean-Gaston Cugnenc
Jean-Gaston Cugnenc, né le 28 juin 1867 à Béziers où il est mort le 11 juin 1928, est un peintre et illustrateur français.

## Biographie
Conservateur du Musée des beaux-arts de Béziers de 1922 à 1928, Jean-Gaston Cugnenc expose au Salon des artistes français de 1927 les toiles Bethsabée et Lolette et en 1928 les toiles Soucis et Madame
Le musée de Béziers (Hôtel Fabrégat) lui consacre une exposition en 2011-2012.
Une impasse de Béziers porte son nom. 
Il est inhumé au cimetière de Béziers,.